# Тодор Велков
 Тази статия е за българския революционер.  За югославския партизанин вижте Тодор Велков (партизанин).  
Тодор Тодоров Велков е български национал-революционер, участник в Сръбско-турската война (1876) и Руско-турската война (1877 – 1878).

## Биография
Велков е роден в Шумен през 1828 г. Емигрира в Руската империя, заселва се в гр. Измаил (Бесарабия) и се занимава със земеделие.
През Кримската война повежда чета доброволци заедно с Перикли Хавезов и се бие при Силистра (1854).
След Кримската война (1856) град Измаил попада в Молдовското княжество. След притеснения и произволи от молдовските власти Велков организира делегация от името на 3000 българи до руския император Александър II. След оплакване със съдействието на граф Николай Игнатиев се заселва отново в Руската империя – в гр. Бердянск (днес в Запорожка област, Украйна). Там създава семейство, ражда се дъщеря му – бъдещата писателка Анна Карима (1871).
При избухването на Сръбско-турската война (1876) се записва като доброволец. Командир е на IV българска чета от 240 бойци. Четата е включена в състава на Руско-българската бригада с командир генерал-майор Михаил Черняев. Бие се храбро в Северозападна България. Участва в боевете при Делиград, Гредетин, Алексинац и Джунис.
В навечерието на Руско-турската война (1877-1878) подпомага руското командване със сведения и описания на османски военни обекти, организира разузнавателна мрежа. По време на войната служи като разузнавач и преводач към щаба на VIII кавалерийска дивизия и XIII армейски корпус. Доживява да види освобождението на България, но отново се завръща в Бердянск, където остава да живее до края на живота си.

## Памет
В негова чест е наименувана улица „Тодор Велков“ в Шумен.